# Bridge of Allan

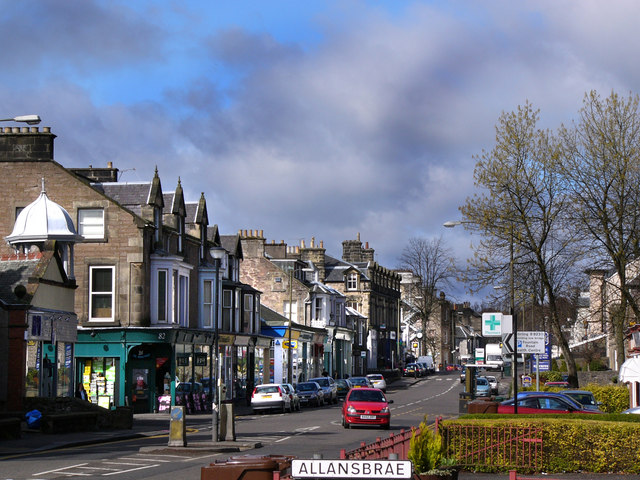
Stadskärnan, 2004

Bridge of Allan (skotsk gaeliska: Drochaid Alain, lågskotska: Brig Allan) är en småstad i Skottland, belägen i Stirlings kommun, omkring 1 km nordväst om staden Stirling och 50 km nordost om Glasgow. Orten hade 5 046 invånare vid 2001 års folkräkning. Namnet kommer från bron över floden Allan Water som rinner väster om stadskärnan, en biflod till Forth.
Bridge of Allan hade mellan 1400-talet och början av 1800-talet kopparbrytning som sin främsta näring. Under 1800-talet grundade Robert Abercrombie en kurortsverksamhet som bland annat besöktes av Robert Louis Stevenson och Charles Dickens.
Orten ligger i anslutning till motorvägen A9. Järnvägsstationen har anslutningar i riktning mot Edinburgh och Dunblane.

## Kända invånare
- William Eagleson Gordon (1866-1941), överste i brittiska armén och mottagare av Viktoriakorset.